# Hermann Rückwardt
Hermann Oskar Rückwardt (* 26. Juni 1845 in Löbau (Westpreußen); † 23. August 1919 in (Berlin-)Steglitz) war ein deutscher Berufsfotograf und Verleger, der durch Architekturfotografie bekannt wurde.

## Biografisches
Hermann Rückwardt war der Sohn des Landrats und Juristen Immanuel Eduard Rückwardt und dessen Ehefrau Dorothea Friderike Rückwardt geb. Klaputt, die noch sieben weitere Kinder hatten. Nach seiner Schulzeit im ostpreußischen Heilsberg zog Rückwardt zusammen mit seiner Mutter um das Jahr 1856 nach Berlin. Hier besuchte er ab 1860 eine Kunstgewerbeschule.
Rückwardt heiratete im Jahr 1881, aus der Ehe gingen drei Kinder hervor. Seit 1892 wohnte die Familie in der Villa Rückwardt in der Villenkolonie Lichterfelde-West.
Hermann Rückwardt wurde auf dem Parkfriedhof Lichterfelde begraben (Abteilung 13c-57/58).

## Wirken
1868 übernahm Rückwardt das Fotoatelier Radtke an der Berliner Jägerstraße. Der Porträt- und Architekturfotograf wurde Mitglied des Photographischen Vereins zu Berlin. Im folgenden Jahr gründete Rückwardt seine Photographische Kunst- und Verlagsgesellschaft. In den folgenden Jahren veröffentlichte er viele Mappenwerke, die thematische Schwerpunkte beinhalteten wie das Berliner Stadtschloss, die Museumsinsel, Holz-Bauten, Berliner Brücken und Eisenbahnbauwerke. Bei diesen Serien arbeitete er oft mit Architekten und Kunsthistorikern zusammen. Rückwardt erhielt auch Aufträge von der Berliner Stadtverwaltung (so 1902 für eine Bildserie neuerer Straßenbrücken) und von preußischen Ministerien.
In seinem Verlag und Atelier beschäftigte Rückwardt zur Mitte der 1880er-Jahre mehr als 20 Mitarbeiter. Ab 1892 hatte das Unternehmen seinen Sitz in Groß-Lichterfelde. Aufträge erhielt er aus ganz Deutschland und führte zu diesem Zweck seine Ausrüstung in einem Laborwagen mit. 
Rückwardt war ab 1876 Königlich Preußischer Hofphotograph Wilhelms II. und ab 1885 Königlich Bayerischer Hofphotograph Ludwigs II. Er galt als herausragender und erfolgreicher Fotograf seiner Zeit, der mit einer Reihe von Preisen ausgezeichnet wurde.

## Veröffentlichungen
- Das königliche Schloss zu Brühl am Rhein. Rückwardt, Berlin 1877.
- Concurrenzentwürfe wegen Bebauung der Museumsinsel zu Berlin. Auswahl der preisgekrönten und besten Entwürfe. Berlin 1884 (Digitalisat).
- Architektonische Studien-Blätter, photographische Original-Aufnahmen nach der Natur. Berlin 1885 (Digitalisat).
- Façaden und Details moderner Bauten. Photographische Original-Aufnahmen nach der Natur in Lichtdruck. Berlin: Hermann Rückwardt, Photographische Kunst- und Verlags-Anstalt für Architektur, Kunst und Kunstgewerbe, Berlin 1886 (Digitalisat)
- Moderne Holz-Bauten, Villen und Landhäuser, Pavillons, Erker, Parkthore etc. sowie Entwürfe für Schweizerhäuschen, Försterhäuser und andere kleine ländliche Gebäude, ausgeführt von der Wolgaster Actien-Gesellschaft für Holzbearbeitung vorm. J. Heinr. Kraeft in Wolgast. Photographische Original-Aufnahmen in Lichtdruck. Hessing & Spielmeyer, Berlin / New York 1893.
- Villen-Neubauten der Umgebung von Berlin, photographische Original-Aufnahmen nach der Natur. 30 Lichtdrucktafeln. Buchhandlung Hessling & Spielmeyer, Berlin o. J. (um 1900).[2]